# Las Haldas
 (mars 2020).
Si vous disposez d'ouvrages ou d'articles de référence ou si vous connaissez des sites web de qualité traitant du thème abordé ici, merci de compléter l'article en donnant les références utiles à sa vérifiabilité et en les liant à la section « Notes et références ».

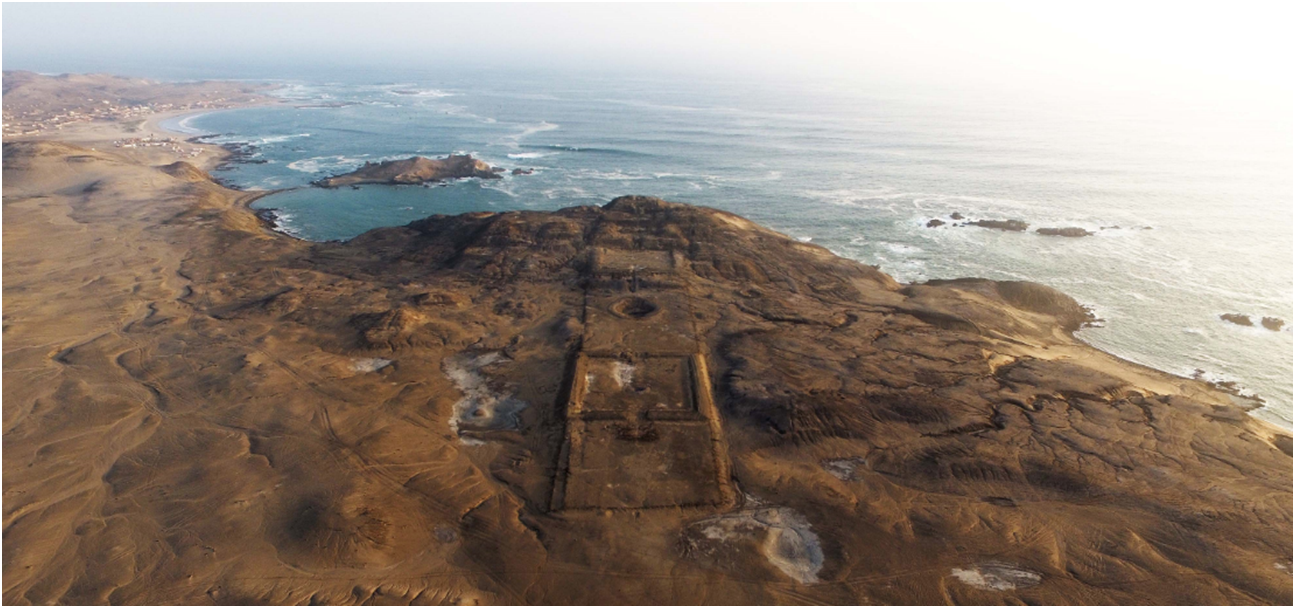
Vue aérienne du site archéologique de Las Haldas en 2017 par Ares Consulting & Management.

Las Haldas ou Las Aldas est un grand complexe archéologique péruvien. Il date d'environ 1800–1000 avant notre ère. 

## Situation
Il est situé sur la côte pacifique, à environ 300 kilomètres au nord de Lima et à environ 20 kilomètres au sud de la vallée de la rivière Casma (en), connue pour abriter un grand nombre de ruines de la Casma–Sechin culture (en).